# Championnat de Belgique de hockey sur gazon 2021-2022
Navigation
2020-2021 2022-2023
Le Championnat de Belgique de hockey sur gazon 2021-2022 sera la 102e saison de la Ligue belge de hockey masculin, la meilleure ligue belge de hockey sur gazon masculin.
La saison débutera le 5 septembre 2021 et se terminera le 8 mai 2022 avec le deuxième match de la finale du championnat. Dragons sont les champions en titre.

## Changements de 2020-2021
Cette saison se jouera à nouveau à 12 au lieu de 14 équipes. Chaque équipe s'affrontera deux fois et les quatre meilleures équipes se qualifieront pour la phase finale du championnat. Les deux dernières équipes seront reléguées directement et l'équipe à la 10e place jouera un barrage de relégation contre la troisième équipe de deuxième division.

## Équipes
Daring

Léopold

Orée

| Équipe         | Location             | Province ou région            |
| -------------- | -------------------- | ----------------------------- |
| Dragons        | Brasschaat           | Province d'Anvers             |
| Waterloo Ducks | Waterloo             | Province du Brabant wallon    |
| Léopold        | Uccle                | Région de Bruxelles-Capitale  |
| Orée           | Woluwé-Saint-Pierre  | Région de Bruxelles-Capitale  |
| La Gantoise    | Gand                 | Province de Flandre-Orientale |
| Beerschot      | Kontich              | Province d'Anvers             |
| Louvain        | Heverlee             | Province du Brabant flamand   |
| Racing         | Uccle                | Région de Bruxelles-Capitale  |
| Herakles       | Lierre               | Province d'Anvers             |
| Braxgata       | Boom                 | Province d'Anvers             |
| Daring         | Molenbeek-Saint-Jean | Région de Bruxelles-Capitale  |
| Antwerp        | Sint-Job-in-'t-Goor  | Province d'Anvers             |

### Nombre d'équipes par province
| Nombre d'équipes | Province ou région            | Équipe(s)                                           |
| ---------------- | ----------------------------- | --------------------------------------------------- |
| 5                | Province d'Anvers             | Dragons - Beerschot - Herakles - Braxgata - Antwerp |
| 4                | Région de Bruxelles-Capitale  | Léopold - Orée - Racing - Daring                    |
| 1                | Province du Brabant wallon    | Waterloo Ducks                                      |
| 1                | Province de Flandre-Orientale | La Gantoise                                         |
| 1                | Province du Brabant flamand   | Louvain                                             |

## Saison régulière

### Classement
| Rang | Équipe         | J  | V  | N | P  | BP | BC | Diff | Pts | Qualification ou relégation                         |
| ---- | -------------- | -- | -- | - | -- | -- | -- | ---- | --- | --------------------------------------------------- |
| 1    | Waterloo Ducks | 22 | 12 | 6 | 4  | 58 | 31 | +27  | 42  | Phase finale                                        |
| 2    | Racing         | 22 | 11 | 7 | 4  | 64 | 41 | +23  | 40  | Final 8 de l'Euro Hockey League 2022-2023           |
| 3    | Braxgata       | 22 | 11 | 7 | 4  | 52 | 42 | +10  | 40  | Phase finale                                        |
| 4    | La Gantoise    | 22 | 10 | 6 | 6  | 63 | 43 | +20  | 36  | Tour préliminaire de l'Euro Hockey League 2022-2023 |
| 5    | Herakles       | 22 | 9  | 6 | 7  | 54 | 46 | +8   | 33  |                                                     |
| 6    | Louvain        | 22 | 9  | 6 | 7  | 47 | 42 | +5   | 33  |                                                     |
| 7    | Dragons        | 22 | 9  | 3 | 10 | 50 | 42 | +8   | 30  |                                                     |
| 8    | Daring         | 22 | 8  | 5 | 9  | 50 | 50 | 0    | 29  |                                                     |
| 9    | Orée           | 22 | 9  | 1 | 12 | 50 | 66 | -16  | 28  |                                                     |
| 10   | Léopold        | 22 | 7  | 2 | 13 | 46 | 74 | -28  | 23  | Barrage de relégation                               |
| 11   | Beerschot      | 22 | 5  | 5 | 12 | 43 | 64 | -21  | 20  | Nationale 1                                         |
| 12   | Antwerp        | 22 | 4  | 2 | 16 | 42 | 78 | -36  | 14  | Nationale 1                                         |

Source: ARBH
En cas d'égalité de points de plusieurs équipes à l'issue des matchs de poule, les critères suivants sont appliqués dans l'ordre indiqué pour établir leur classement:
1. Points de chaque équipe,
2. Matchs gagnés,
3. Différence de buts,
4. Buts pour,
5. Plus grand nombre de points obtenus dans les matchs de poule disputés entre les équipes concernées.

### Résultats
| Domicile/Extérieur | DRA | WDU | LÉO | ORÉ | GAN  | BEE | LEU | RAC | HER | BRA | DAR | ANT |
| ------------------ | --- | --- | --- | --- | ---- | --- | --- | --- | --- | --- | --- | --- |
| Dragons            |     | 0-0 | 5-0 | 6-0 | 2-3  | 2-3 | 3-1 | 2-4 | 4-0 | 4-5 | 2-1 | 3-3 |
| Waterloo Ducks     | 2-0 |     | 1-6 | 1-1 | 2-2  | 3-0 | 5-1 | 1-0 | 2-2 | 1-2 | 4-1 | 7-1 |
| Léopold            | 5-2 | 0-3 |     | 0-5 | 0-5  | 3-1 | 2-2 | 0-5 | 8-1 | 0-5 | 6-1 | 0-5 |
| Orée               | 3-1 | 1-3 | 2-5 |     | 1-7  | 3-2 | 1-2 | 4-3 | 2-6 | 2-3 | 2-1 | 5-0 |
| La Gantoise        | 0-1 | 3-2 | 0-3 | 3-1 |      | 3-3 | 0-5 | 1-0 | 3-2 | 4-2 | 1-2 | 5-0 |
| Beerschot          | 3-2 | 0-4 | 4-4 | 3-5 | 4-4  |     | 0-2 | 2-3 | 2-2 | 2-0 | 2-3 | 3-2 |
| Louvain            | 1-0 | 1-2 | 5-0 | 1-2 | 2-2  | 0-0 |     | 4-4 | 3-2 | 0-2 | 5-4 | 4-3 |
| Racing             | 4-2 | 3-2 | 3-1 | 4-2 | 1-1  | 5-1 | 4-2 |     | 2-0 | 3-3 | 2-2 | 3-3 |
| Herakles           | 1-1 | 1-2 | 5-0 | 4-1 | 5-3  | 4-1 | 1-1 | 2-2 |     | 3-2 | 4-2 | 2-1 |
| Braxgata           | 2-5 | 1-1 | 4-3 | 3-1 | 1-1  | 3-2 | 1-1 | 3-2 | 1-1 |     | 1-1 | 3-2 |
| Daring             | 1-2 | 4-4 | 5-0 | 5-2 | 3-1  | 3-0 | 1-3 | 3-3 | 2-1 | 2-2 |     | 2-1 |
| Antwerp            | 0-1 | 1-6 | 5-0 | 3-4 | 1-11 | 4-5 | 3-1 | 0-4 | 1-5 | 1-3 | 2-1 |     |

Légende des classements
- Victoire à domicile
- Match nul
- Victoire à l'extérieur

## Phase finale
|  | Demi-finales                  | Demi-finales   | Demi-finales | Demi-finales |                               |        | Finale                             | Finale | Finale | Finale |
|  |                               |                |              |              |                               |        |                                    |        |        |        |
|  |                               |                |              |              |                               |        | 7 et 8 mai 2022 - Louvain-la-Neuve |        |        |        |
|  | Waterloo Ducks                | Waterloo Ducks | 1            | 4 (4)        |                               |        |                                    |        |        |        |
|  | Waterloo Ducks                | Waterloo Ducks | 1            | 4 (4)        |                               |        |                                    |        |        |        |
|  | La Gantoise                   | La Gantoise    | 2            | 3 (5)        |                               |        |                                    |        |        |        |
|  | La Gantoise                   | La Gantoise    | 2            | 3 (5)        | Racing                        | Racing | 2                                  | 3      |        |        |
|  |                               |                |              |              | Racing                        | Racing | 2                                  | 3      |        |        |
|  |                               |                | La Gantoise  | La Gantoise  | 2                             | 2      |                                    |        |        |        |
|  | Racing                        | Racing         | La Gantoise  | La Gantoise  | 2                             | 2      | 1                                  | 3      |        |        |
|  | Racing                        | Racing         |              |              |                               |        |                                    | 3      |        |        |
|  | Braxgata                      | Braxgata       | 2            | 1            |                               |        |                                    |        |        |        |
|  | Braxgata                      | Braxgata       | 2            | 1            | Match pour la troisième place |        |                                    |        |        |        |
|  |                               |                |              |              |                               |        |                                    |        |        |        |
|  | 8 mai 2022 - Louvain-la-Neuve |                |              |              |                               |        |                                    |        |        |        |
|  | Waterloo Ducks                | Waterloo Ducks | 3            | 3            |                               |        |                                    |        |        |        |
|  | Waterloo Ducks                | Waterloo Ducks | 3            | 3            |                               |        |                                    |        |        |        |
|  | Braxgata                      | Braxgata       | 2            | 2            |                               |        |                                    |        |        |        |
|  | Braxgata                      | Braxgata       | 2            | 2            |                               |        |                                    |        |        |        |

### Demi-finales
| 30 avril 2022 | La Gantoise                   | 2 - 1   | Waterloo Ducks | Gand |  |
| 12h30         | Masson 28e · De Borrekens 30e | (2 - 0) | 45e Charlet    |      |  |
| 12h30         | Rapport                       |         |                |      |  |

| 1er mai 2022 | Waterloo Ducks                                                     | 4 - 3             | La Gantoise                                                     | Waterloo |  |
| 12h30        | Charlet 20e, 33e · Wilbers 44e, 52e                                | (2 - 1)           | 13e De Paeuw · 42e Rogeau · 54e Scheen                          |          |  |
| 12h30        | Rapport                                                            |                   |                                                                 |          |  |
| 12h30        | Boccard · Van Oost · Esquelin · Wilbers · Charlet · ---- · Boccard | Tirs au but 4 - 5 | Kina · Hellin · Tynevez · Ferreiro · De Paeuw · ---- · Ferreiro |          |  |

5 - 5 sur l'ensemble des deux matchs. La Gantoise gagne 4 - 5 aux shoots-outs.
| 30 avril 2022 | Braxgata                 | 2 - 1   | Racing       | Boom |  |
| 12h30         | Mazzilli 13e · Onana 47e | (1 - 0) | 41e Charlier |      |  |
| 12h30         | Rapport                  |         |              |      |  |

| 1er mai 2022 | Racing                                 | 3 - 1   | Braxgata    | Uccle |  |
| 12h30        | Cosyns 3e · Charlier 18e · Truyens 40e | (2 - 1) | 2e Luypaert |       |  |
| 12h30        | Rapport                                |         |             |       |  |

Racing a gagné 4 - 3 sur l'ensemble des deux matchs.

### Match pour la troisième place
| 8 mai 2022 | Waterloo Ducks                          | 3 - 2   | Braxgata                           | Louvain-la-Neuve |  |
| 11h00      | Wilbers 17e · Willems 34e · Charlet 70e | (2 - 1) | 26e Van Cleynenbreugel · 68e Rossi |                  |  |
| 11h00      | Rapport                                 |         |                                    |                  |  |

### Finale
| 7 mai 2022 | La Gantoise    | 2 - 2   | Racing                    | Louvain-la-Neuve |  |
| 16h00      | Scheen 7e, 25e | (2 - 0) | 53e Charlier · 68e Cosyns |                  |  |
| 16h00      | Rapport        |         |                           |                  |  |

| 8 mai 2022 | Racing               | 3 - 2   | La Gantoise           | Louvain-la-Neuve |  |
| 16h00      | Cosyns 32e, 43e, 44e | (1 - 1) | 18e, 58e De Borrekens |                  |  |
| 16h00      | Rapport              |         |                       |                  |  |

Racing a gagné 5 - 4 sur l'ensemble des deux matchs.

## Barrages pour le maintien / relégation
| Match aller      | Léopold                                                             | 6 - 2   | Mechelse              | Uccle |  |
| 7 mai 2022 15h00 | A. Verdussen 23e · Cuvelier 25e · Degroote 31e · Boon 34e, 36e, 41e | (4 - 0) | 43e Flack · 53e Mondo |       |  |
| 7 mai 2022 15h00 | Rapport                                                             |         |                       |       |  |

| Match retour     | Mechelse | 1 - 6 | Léopold | Malines |
| 8 mai 2022 15h00 |          |       |         |         |

Léopold a gagné 12 - 3 sur l'ensemble des deux matchs.

## Parcours en coupes d'Europe
Le parcours des clubs belges en coupes d'Europe est important puisqu'il détermine le coefficient EHF, et donc le nombre de clubs belges présents en coupes d'Europe les années suivantes.

### Parcours européens des clubs (en cours)
| Club           | Compétition         | Résultat         | Ultime(s) adversaire(s) |
| -------------- | ------------------- | ---------------- | ----------------------- |
| Dragons        | Euro Hockey League  | Quarts de finale | Surbiton HC             |
| Waterloo Ducks | Coupe de classement | 15e place        | HC Rotterdam            |

### Coefficient EHF du championnat belge (en cours)
Le classement EHF de la fin de saison 2021-2022 permet d'établir la répartition et le nombre d'équipes pour les coupes d'Europe de la saison 2022-2023.
| Ecart avec le troisième 2022 | Ecart avec le deuxième 2021 | Rang 2022 | Rang 2021 | Évolution | 2019-2020 (25 %) | 2020-2021 (50 %) | 2021-2022 (100 %) | Coefficient | Places en Euro Hockey League |
| ---------------------------- | --------------------------- | --------- | --------- | --------- | ---------------- | ---------------- | ----------------- | ----------- | ---------------------------- |
| 3.688                        | 2.500                       | 4         | 4         | 0         | 4.375            | 9.000            | 18.500            | 31.875      | 2                            |